# Jakiw Kucharenko

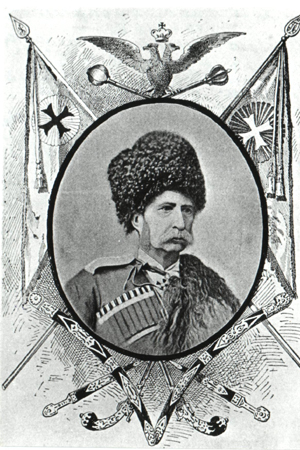
Jakiw Kucharenko 1852

Jakiw Herassymowytsch Kucharenko (* 1799 oder 1800 in Jekaterinodar, Gebiet des Schwarzmeerkosakenheeres; † 14. Septemberjul. / 26. September 1862greg. in Maikop, Khanat der Krimtataren) war ein ukrainischer Ataman der Asowschen Kosakenarmee und der Schwarzmeer-Kosakenarmee, Generalmajor der Kaiserlich Russischen Armee, Dichter, Schriftsteller und Ethnologe.

## Leben
Als Sohn eines Saporoger Kosaken besuchte er die Militärschule in Jekaterinodar und trat im Alter von 15 Jahren als Rekrut in den Militärdienst des Kosakenheeres, in dem er später Offizier wurde. Die erste Auszeichnung erhielt er für den mutigen Einsatz in den Kämpfen des russisch-türkischen Krieges von 1828–1829.
Er war an der ukrainischen Folklore interessiert und schrieb Gedichte sowie Geschichten über das Leben der Nachkommen der Kuban-Kosaken, die auch seinen Freund Taras Schewtschenko, den er persönlich wahrscheinlich 1840 in Sankt Petersburg kennen lernte, faszinierten.
In der Nacht vom 19. September 1862 wurde er von Tscherkessen angegriffen und geriet verletzt in deren Gefangenschaft, wo er einige Tage später verstarb. Sein Sohn Stepan erwarb den Leichnam, um ihn in der Nähe der Kathedrale in Jekaterinodar zu bestatten.

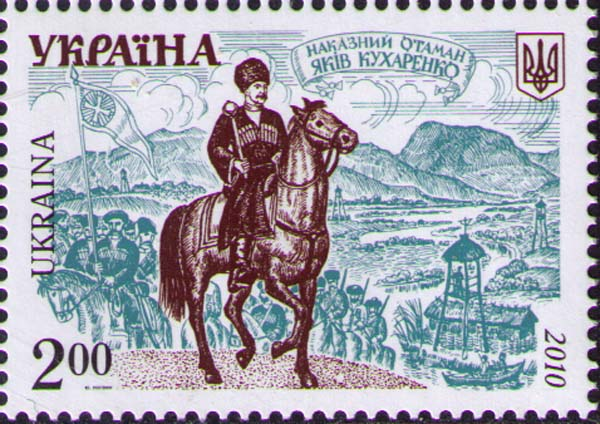
Ukrainische Briefmarke mit einer Abbildung von Jakiw Kucharenko aus dem Jahr 2010

## Ehrungen
- Russischer Orden des Heiligen Georg 4. Klasse
- Orden des Heiligen Wladimir 3. und 4. Klasse
- Russischer Orden der Heiligen Anna 2. Klasse
- Sankt-Stanislaus-Orden 2. Klasse[2]

Im Jahr 2010 gab die ukrainische Post eine Briefmarke mit seinem Abbild heraus.